# Sonc
Sonc je priimek več znanih Slovencev:
- Anton Sonc (1904—1974), zdravnik internist
- John Sonc (1861—1915), duhovnik in izseljeniški organizator v ZDA
- Stanislav Sonc (1893—1975), inženir elektrotehnike, direktor Mestne elektrarne ljubljanske (1932-45)
- Tanja Sonc, zborovodkinja